# Atria Danmark
Atria Danmark A/S eller 3-Stjernet A/S er en dansk fødevarevirksomhed, der siden 2007 har været ejet af finske Atria. De har hovedkvarter i Hansted ved Horsens, hvor de åbnede en ny fabrik i 1988. I 1958 grundlægges Aage Jensen Salamifabrik, der senere bliver kendt som 3-Stjernet. I 1972 bliver 3-Stjernet et registreret varemærke. I 2015 køber de Aalbæk Specialiteter, der oprindeligt er etableret i 1920. I dag markedsfører Atria i Danmark sig med mærkerne 3-Stjernet og Aalbæk Specialiteter.